# Samut Sakhon
Samut Sakhon (auch Mahachai genannt, früher Tha Chin und Sakhon Buri, auch Mueang Sakhon; in Thai สมุทรสาคร) ist die Hauptstadt der Provinz Samut Sakhon im südwestlichen Bereich der Zentralregion von Thailand. Samut Sakhon ist gleichzeitig die Hauptstadt des Landkreises (Amphoe) Mueang Samut Sakhon.

## Geographie
Samut Sakhon liegt an der Mündung des Mae Nam Tha Chin (Tha-Chin-Fluss), der in den Golf von Thailand fließt. Die Entfernung zur Hauptstadt Bangkok beträgt etwa 25 Kilometer.

## Wirtschaft und Verkehr
Samut Sakhon lebt insbesondere vom Fischfang, die meiste Ware geht in die nahe Hauptstadt. Ein größerer Arbeitgeber ist die Fertigung der Bangkok Cabinet Co. (BCN Co.), die hauptsächlich Möbel im Verbund mit der Gesellschaft Index Shopping Mall herstellt.
Viele Anlagen zur Salzgewinnung finden sich an der Küste von Samut Sakhon.
Samut Sakhon ist über die Bahnstrecke Thonburi–Samut Songkhram mit Thonburi in Bangkok und Samut Songkhram verbunden, wobei der Tha Chin bei dieser Verbindung mit einer Personenfähre gekreuzt werden muss.
Seit 2021 gibt es die S-Bahn-Linie Dark Red Line vom Campus der Thammasat-Universität, Rangsit über die Bang Sue Grand Station nach Mahachai.

## Geschichte
Die Stadt wurde 1548 gegründet. Samut Sakhon war früher ein wichtiger Umschlagplatz für Waren aus China. 1828/29 wurde auf Befehl von König Rama III. eine Befestigung errichtet, die von Männern verteidigt werden sollte, die man aus Pak Lat hierher verlegte. Phraya Choduek Rachasetthi (Thoeng Chin) ließ die Befestigung an der Mündung des Maha Chai-Kanals bauen. Sie wurde Fort Wichienchodok genannt und kostete seinerzeit mehr als 3,800 Baht. In den 1830er und 1840er Jahren gab es hier etwa 500 Häuser, die am Kanal in zwei bis drei Reihen erbaut worden waren und deren Bewohner vom Fischfang lebten. Seinerzeit lag Samut Sakhon so nah an der Küste, dass kein Süßwasser verfügbar war und es durch Auffangen von Regenwasser gewonnen werden musste. Daneben brachten Chinesen während der Trockenzeit (Oktober bis April) Wasser in große Tonkrügen aus Bangkok. Fast alle Gebäude des Ortes waren aus Bambus etwa 2 Meter über dem Boden errichtet mit Dächern aus Mangroven. Als Maha Chai war der Ort in der ersten Hälfte des 19. Jahrhunderts ein Vorposten, an dem Ankömmlinge befragt wurden und deren Informationen nach Bangkok berichtet wurden.
Im April 1842 gab es Probleme zwischen drei Gruppen von Chinesen, die Geheimgesellschaften gebildet hatten und jeweils etwa 1000 Männer umfassten. Die Anführer dieser Gruppen hießen Khim, Ia und Phiao (Piaw). Die siamesische Regierung sandte unter den Kommando Phra Sombat Wanit Soldaten, um die Anführer zu verhaften. Tatsächlich konnten zunächst Khim und Phiao in den Kerker geworfen werden, doch konnte Ia fliehen. Er raubte anschließend zusammen mit seinen Leuten die Häuser der Gegend um Samut Sakhon und Nakhon Pathom aus. Sie konnten erst nach einer großen Polizeiaktion überwältigt werden.
1844 sandte König Rama III. Soldaten nach Krok Krak, um den Handel und den Genuss von Opium einzudämmen. Viele Chinesen wurden verhaftet oder flohen. Der Missionar Goddard stellt fest, dass Mitte April der Ort nahezu menschenleer gewesen sei.
Den Namen Samut Sakhon trägt die Stadt seit König Mongkut (Rama IV.).

## Sehenswürdigkeiten
- Wat Yai Chom Phrasat – buddhistische Tempelanlage (Wat) am Ufer des Maenam Tha Chin mit kunstvollen Holzschnitzarbeiten; auch auf dem Wasser erreichbar.
- Fischereihafen – morgens kommen die Fischer mit ihrem Fang.

## Persönlichkeiten
- Tossakorn Boonpen (* 1997), Fußballspieler
- Khiron Oonchaiyaphum (* 1999), Fußballspieler
- Sivakorn Pu-udom (* 1987), Fußballschiedsrichter
- Anon Samakorn (* 1998), Fußballspieler
- Apisit Sorada (* 1997), Fußballspieler